# Амес
Амес (гал. Ames, ісп. Ames) — муніципалітет в Іспанії, у складі автономної спільноти Галісія, у провінції Ла-Корунья. Населення — 26 983 осіб (2009).
Муніципалітет розташований на відстані близько 493 км на північний захід від Мадрида, 60 км на південь від Ла-Коруньї.
Муніципалітет складається з таких паррокій: Агрон, Амейхенда, Амес, Бідуїдо, Бугальїдо, Ковас, Ленс, Ортоньйо, Піньєйро, Тапія, Трасмонте.

## Географія
Через муніципалітет протікає річка Тамбре.

## Демографія
Динаміка населення (INE ):

## Галерея зображень

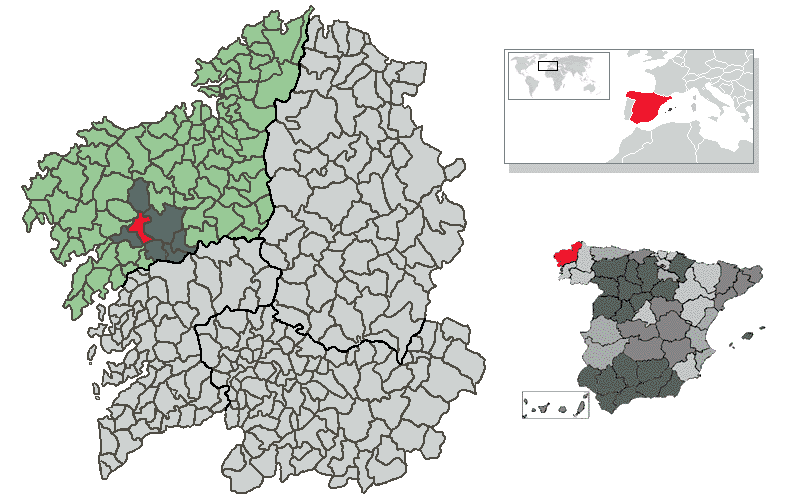
Розташування муніципалітету
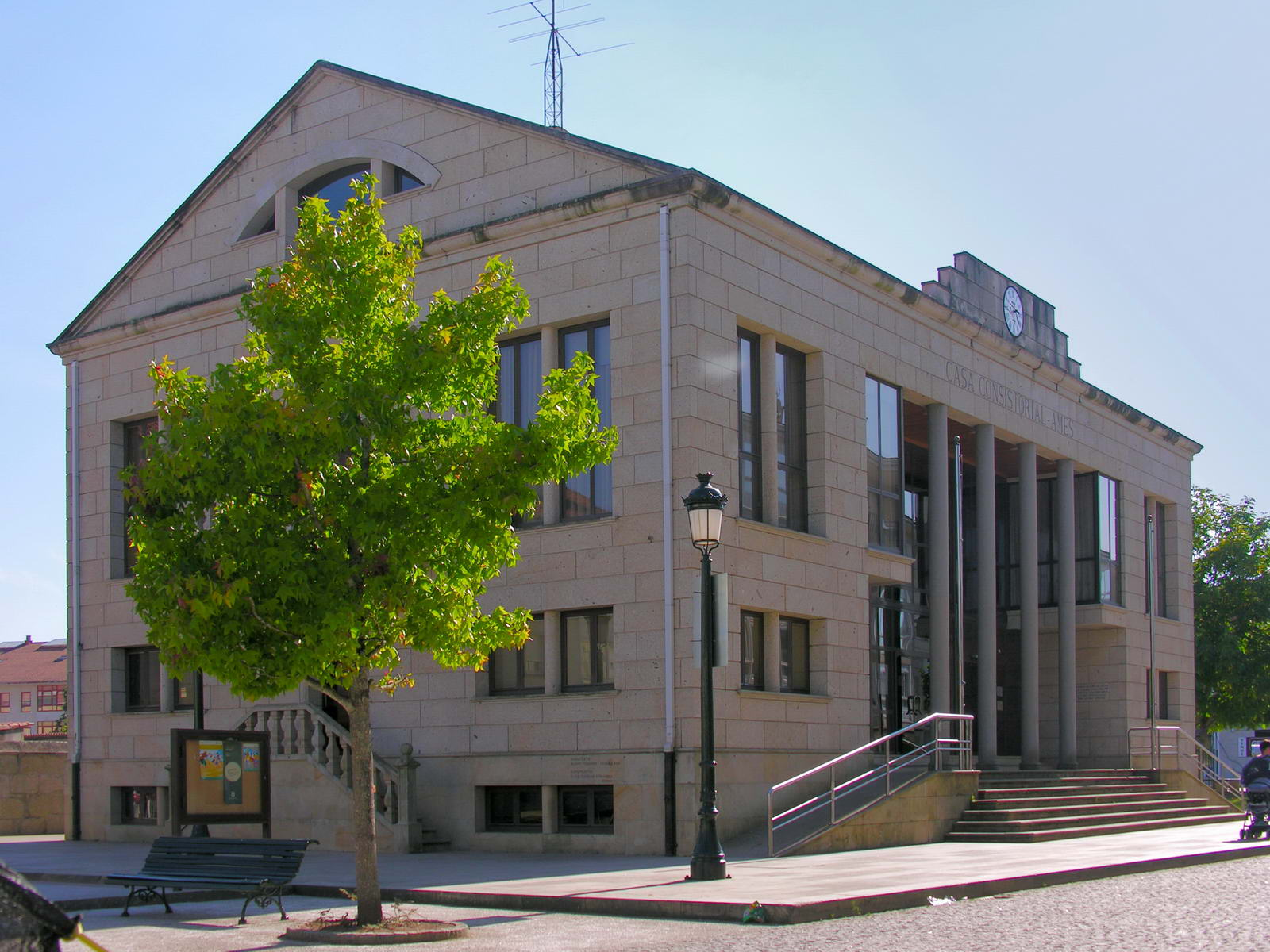
Будинок муніципальної ради